# Stanisław Ruśkiewicz
Stanisław Ruśkiewicz ps. „Florian” (ur. 8 maja 1895 w Warszawie, zm. 4 kwietnia 1942 w Berlinie) – major piechoty Wojska Polskiego i ZWZ–AK, kawaler Orderu Virtuti Militari.

## Życiorys

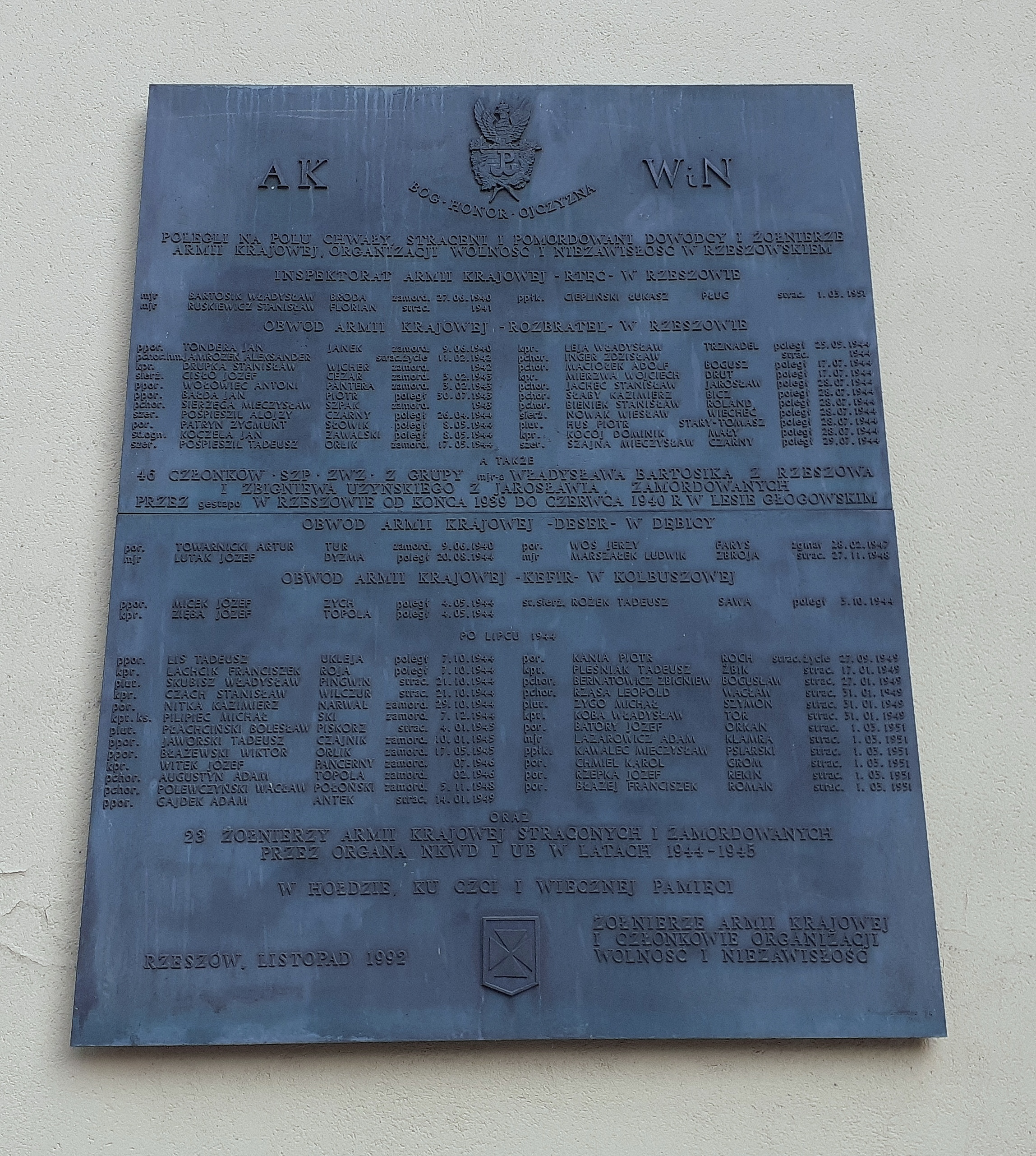
Tablica na bazylice Wniebowzięcia Najświętszej Maryi Panny w Rzeszowie upamiętniająca członków AK i WiN, wśród których wymieniony został mjr Stanisław Ruśkiewicz

Od 1914 roku był członkiem Polskiej Organizacji Wojskowej. Wcielony w 1915 roku do carskiej armii. Początkowo w 56 pułku piechoty, a następnie, od 14 sierpnia 1915 w batalionie zapasowym 251 pułku piechoty. Po ukończeniu Aleksiejewskiej Oficerskiej Szkoły Piechoty w Moskwie oraz kursu dowódców karabinów maszynowych w 1917 został awansowany do stopnia podporucznika. 5 października 1917 wcielony do 74 pułku Strzelców Stawropolskich, walczył na froncie austriackim. W kwietniu następnego roku dołączył do I Korpusu Polskiego dowodzonego przez generała Dowbora-Muśnickiego.
Od listopada 1918 w Wojsku Polskim. Służył w 20 pułku piechoty 6 Dywizji Piechoty. Ranny w walkach pod Klekotowem k. Brodów. Za wojnę polsko-bolszewicką został w 1921 roku odznaczony Krzyżem Srebrnym Orderu Wojskowego Virtuti Militari. W latach 20. i w 30. był oficerem 17 pułku piechoty w Rzeszowie, w tym w 1923, jako oficer nadetatowy był przydzielony do pozostającej w likwidacji Centralnej Szkoły Podoficerów Zawodowych Nr 2 w Grudziądzu. Został awansowany na stopień porucznika ze starszeństwem z dniem 1 czerwca 1919. Pełnił stanowisko dowódcy kompanii i w 1927 został awansowany na kapitana ze starszeństwem z dniem 1 stycznia 1927. W 1928 jako oficer 17 pułku piechoty był przydzielony do Szkoły Podchorążych Piechoty. Po ukończeniu kursu dla dowódców batalionu w Centrum Wyszkolenia Piechoty w Rembertowie (1933) 1 stycznia 1934 awansował na majora i został przeniesiony do 83 pułku piechoty w Kobryniu na stanowisko dowódcy batalionu.
Od 27 stycznia 1939 był dowódcą Batalionu KOP „Czortków”, w stopniu majora. W kampanii wrześniowej dowodził I batalionem 163 pułku piechoty. Odznaczył się brawurowym kontratakiem na Kazanów. Został wzięty do niewoli niemieckiej, z której uciekł w październiku 1939.
Po dotarciu do Rzeszowa w listopadzie 1939 podjął działalność w konspiracji. Wspólnie ze Stefanem Musiałkiem-Łowickim organizował struktury konspiracyjne Związku Walki Zbrojnej. Od wiosny 1940 był inspektorem rzeszowskiego Inspektoratu ZWZ. Obserwując przygotowania Niemiec do ataku na ZSRR postanowił przekazać zdobyte informacje Sowietom. Na skutek zdrady 25 marca 1941 został aresztowany na krakowskich Plantach. Został skazany przez Sąd Wojenny Rzeszy na karę śmierci. Wyrok wykonano 4 kwietnia 1942 w więzieniu Plötzensee.

## Ordery i odznaczenia
- Krzyż Srebrny Orderu Wojskowego Virtuti Militari
- Krzyż Walecznych (dwukrotnie)
- Medal Wojska[11]
- Złoty Krzyż Zasługi (19 marca 1937)[12]
- Medal Niepodległości (3 czerwca 1933)[13]
- Medal Dziesięciolecia Odzyskanej Niepodległości[11]